# Aura (medicina)

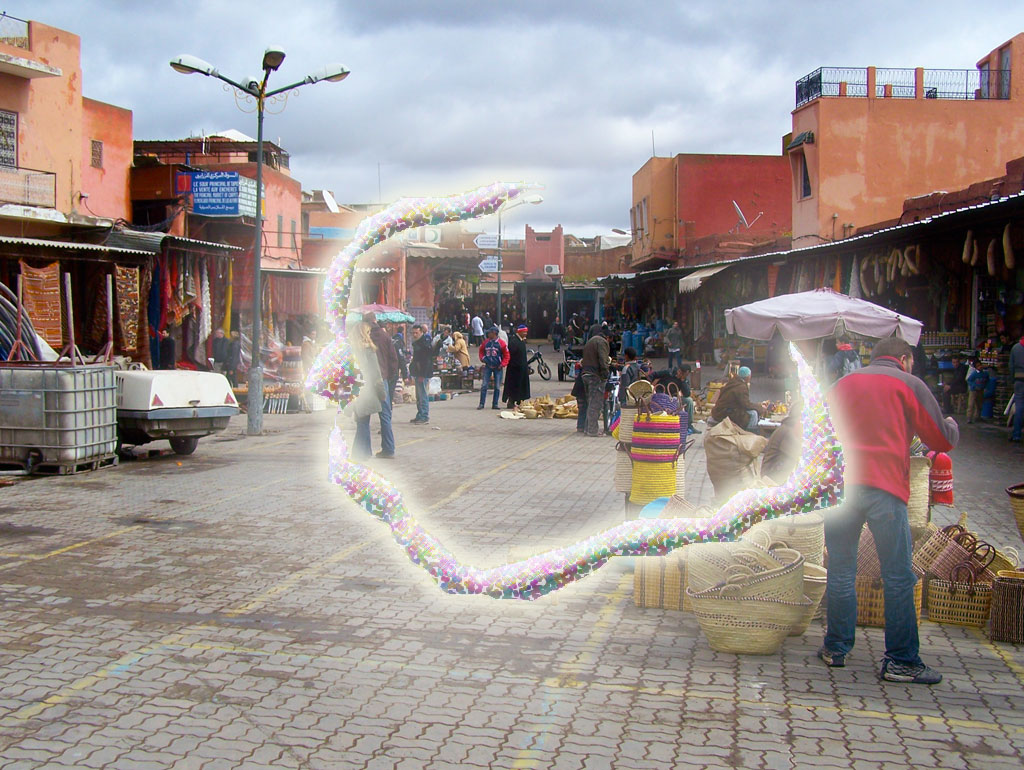
Aura da emicrania - scotoma scintillante: riproduzione grafica artistica approssimata mediante fotoritocco, che riproduce l'effetto sulla visione di un soggetto affetto da questa anomalia.

L'aura, in medicina, definisce un insieme di sintomi di tipo neurologico che precedono un attacco di emicrania o una crisi epilettica, causati da un'onda di depressione corticale.

## Descrizione
L'aura, che si presenta con uno scotoma scintillante, è considerata un disturbo poligenetico complesso: si tratta di una sorta di tempesta cerebrale, cioè un'onda di intensa attività delle cellule nervose che si diffonde attraverso una zona insolitamente ampia della corteccia, particolarmente focalizzata nelle aree che controllano la visione (occipitali), seguita da un'onda di inibizione neuronale diffusa.
In particolare, il neurone inibito normalmente scarica i neurotrasmettitori e quando la membrana è depolarizzata subito si iperpolarizza per un breve istante; se il neurone resta eccessivamente iperpolarizzato o inibito, può richiedere maggiore o minore energia se è in fase eccitata o quiescente, e di conseguenza un flusso sanguigno superiore o inferiore a seconda dello stato in cui permane, scatenando un'onda elettrica progressiva; l'onda si propaga nella corteccia a una velocità tra i 2 e i 3 millimetri al minuto, e le anomalie visive che accompagnano l'aura si diffondono nei campi corticali a quella velocità.
L'aura è caratterizzata da sensazioni estremamente spiacevoli che precedono un attacco di emicrania e che durano da 5 a 15 minuti, molto raramente (in questo caso si parla di aura prolungata) durano oltre i 30 minuti e fino a un'ora; in alcuni casi l'aura da emicrania può ripetersi più di una volta durante lo stesso attacco emicranico.
Lo scotoma scintillante si presenta sia lateralmente limitatamente a un solo emicampo, sia in entrambi i campi visivi e di conseguenza su tutta la visione stereoscopica.
Durante l'aura non si avverte nessun dolore alla testa; si ha la comparsa nel campo visivo di una particolare sensazione luminosa che assume quasi sempre l'aspetto di un arco irregolare, linee spezzate o greche, o un tratto costituito dal susseguirsi di questi aspetti combinati, di densità fiammeggiante e liquida, con riflessi lampeggianti e sfrigolanti (ovvero "scintillanti") di colori blu, giallo, rosso, verde e bianco, solitamente a decorso progressivo partendo da delle linee spezzate (spettri di fortificazione) che, poi, tendono a connettersi fino a espandersi o allungarsi ad arco. In una fase acuta più o meno lunga possono arrivare a occupare gran parte del campo visivo, per poi affievolirsi gradualmente e svanire (fase di fade-out).
L'attacco di emicrania si verifica solo dopo il termine dell'aura, ma raramente è anche sotto forma di emicrania asintomatica e non porta ad alcun dolore o crisi; viene anche chiamata cefalea oftalmica sine cefalea o emicrania acefalgica.
Le prime insorgenze di aura sono sovente confuse con episodi ictali e possono dare luogo a intense reazioni emotive; tuttavia, la breve durata e la completa reversibilità sono importanti elementi da prendere in considerazione per identificare la natura benigna di tali manifestazioni.

## Sintomi
I sintomi neurologici che caratterizzano l'aura sono:
- scotomi scintillanti (spettri di fortificazione, archi, greche)
- stato confusionale di vario grado (formicolio, ronzio, ansia)

In forma più grave possono comparire anche questi sintomi:
- perdita delle forze di varia entità
- disturbi di fotofobia
- disturbi del linguaggio
- altri disturbi neurologici

Di solito l'attacco di emicrania sarà dalla parte opposta al lato dove si vede lo scotoma scintillante (se si vede solo in un emicampo).
Se l'aura investe l'emisfero dominante vi possono essere manifestazioni fasiche, termine che descrive l'incapacità da parte del soggetto di produrre linguaggio verbale corrispondente alla sua volontà. In particolare, l'afasia che si osserva nell'emicrania è di tipo espressivo (per coinvolgimento dell'area di Broca); questo significa che il soggetto è consapevole del proprio deficit, è in grado di comprendere ordini semplici e complessi, ma non ha un eloquio fluente. Il reperimento dei vocaboli è alterato ed è spesso presente una parafasia fonemica, locuzione che identifica la trasposizione, l'alterazione, la delezione o la ripetizione di fonemi all'interno della stessa parola. Ad esempio il soggetto dice "pomerte on piccaire d'acquo" al posto di "portami un bicchiere d'acqua".
L'aura può perciò essere definita come "una disfunzione focale completamente reversibile" e che può essere:
- Con deficit visivo (aura visiva)
- Con deficit sensitivo (aura parestesica)
- Con deficit fasico (aura fasica)
- Con deficit stenico

Benché nella maggior parte dei casi sia solo "visiva", l'aura tende ad avere una progressione caratteristica; si ammette infatti una sua diffusione in senso rostrale (verso il naso), con coinvolgimento di aree corticali contigue. Per questo, in alcuni casi, l'aura può divenire parestesica, termine che descrive la sensazione di intorpidimento, formicolio e perdita della sensibilità avvertita a livello di una mano e talora a livello di avambraccio e braccio fino a diffondersi, in alcuni casi, al volto e alla lingua. Quasi mai le parestesie vengono avvertite a livello del tronco o degli arti inferiori. Assai raramente si ha la progressione dell'aura verso le aree corticali deputate all'attuazione e programmazione del movimento, con deficit di forza (ipostenia) manifesto soprattutto a livello dell'arto superiore.

## Cause
I fattori scatenanti e cause per i soggetti predisposti sono attualmente sconosciuti a livello di evidenze sperimentali. È opinione comune attribuire un ruolo determinante a intensi stati di stanchezza psicofisica o emotiva (eccessivo lavoro mentale e/o fisico), stress visivo (pattern di luce persistente, luce intensa, abbagli), alimentazione (alcool, latticini, zuccheri, diabete, caffeina, pasti disordinati, pesce affumicato, fagioli), composti chimici (farmaci, coloranti, fumo, nitrati, glutammato, tiramina), problemi di pressione sanguigna (insufficienza della circolazione vertebro basilare, ipotensione ortostatica), problemi ai recettori nervosi (crisi vaso vagali, lesioni demielinizzanti), altri problemi neurovegetativi (mancanza di sonno, anomala quantità di serotonina, ciclo mestruale), e numerosissimi altri tra cui odori, rumori, allergie ecc.
Secondo uno studio del 2024 condotto sui topi, un gruppo di proteine infiammatorie e neurotrasmettitori, dopo essere state rilasciate dai neuroni durante l'aura, vengono trasportate dal liquido cerebrospinale fino a un fascio di nervi – noto come "ganglio trigeminale" – posto alla base del cranio.

## Storia
In passato definita emicrania "accompagnata" o emicrania "complicata", l'aura era stata indicata come causa dell'emicrania negli scritti del medico ottocentesco Edward Lieving; lo Scotoma scintillante dell'aura fu classificato per la prima volta col nome fortificazioni di Fothergill.
Il termine aura è stato usato per quasi duemila anni per descrivere le allucinazioni sensoriali prodrome di alcune crisi epilettiche; negli ultimi cento anni è usato anche per descrivere l'avvio di molti episodi di emicrania e benché il biologo Aristide Leào l'avesse osservato negli animali attorno al 1944, questo fenomeno è stato collegato sperimentalmente all'emicrania solo di recente.
Attualmente sono allo studio metodologie tecnologiche per la realizzazione di un piccolo dispositivo elettronico capace di brevi impulsi di stimolazione magnetica. L'idea è che la stimolazione magnetica transcranica (SMT), possa interrompere la depressione corticale propagata.